# Чижик (трамвайная сеть)
«Чи́жик» — часть трамвайной сети Санкт-Петербурга, эксплуатируемая частной компанией ООО «Транспортная концессионная компания». Первый маршрут был запущен в 2018 году, в 2019 году было открыто движение по всем 4 маршрутам, предусмотренным условиями концессионного соглашения между правительством Санкт-Петербурга и частным инвестором.
Является первой и пока единственной частной трамвайной компанией в России.

## Описание
На всём протяжении уложен двухпутный путь на обособленном полотне. Пересечения с автомобильными дорогами и пешеходными переходами регулируются светофорами. У станции метро «Ладожская» и у конечной на улице Передовиков обустроены пошёрстные съезды для оборота подвижного состава.

## История
- 31 мая 2016 года было заключено концессионное соглашение между правительством Санкт-Петербурга и ООО «Транспортная концессионная компания»[1]. По условиям соглашения трамвайная сеть, связывающая район массовой жилой застройки Ржевка-Пороховые со станцией метро «Ладожская» и железнодорожной станцией «Ржевка», подлежала реконструкции и последующей эксплуатацией частным инвестором.
- 19 сентября 2016 года прекращено трамвайное движение по проспекту Наставников от проспекта Косыгина до Хасанской улицы, закрыт маршрут № 8 (ст. м. «Ладожская» — Хасанская улица)[2].
- 3 июня 2017 года прекращено трамвайное движение от ст. м. «Ладожская» до проспекта Наставников и по проспекту Наставников от проспекта Косыгина до Ириновского проспекта, закрыты маршруты № 59 (ст. м. «Ладожская» — улица Коммуны) и № 64 (ст. м. «Ладожская» — ж/д ст. «Ржевка»). Маршрут № 10 (ст. м. «Ладожская» — проспект Солидарности) перенаправлен к ж/д ст. «Ржевка» по Ириновскому проспекту[3].
- 1 сентября 2017 года маршрут № 7, ранее сокращённый на время проведения ремонтных работ на Синопской набережной, продлён по Ириновскому проспекту до оборотного кольца «Улица Коммуны»[4].
- 7 марта 2018 года запущено движение по маршруту № 8 (ст. м. «Ладожская» — Хасанская улица)[5].
- 22 сентября 2018 года прекращено трамвайное движение от оборотного кольца «Улица Коммуны» до ж/д ст. «Ржевка», закрыт маршрут № 30 (ж/д ст. «Ржевка» — ст. м. «Площадь Ленина»)[6].
- 11 декабря 2018 года состоялось торжественное открытие участка сети по проспекту Наставников от проспекта Косыгина до Ириновского проспекта[7], 15 декабря 2018 года было запущено движение по маршруту № 64 (ст. м. «Ладожская» — Ириновский проспект)[8].
- 20 декабря 2018 года прекращено трамвайное движение по Ириновскому проспекту от Бокситогорской улицы до оборотного кольца «Улица Коммуны», маршрут № 7 (проспект Солидарности — улица Коммуны) перенаправлен к Боткинской улице по Среднеохтинскому проспекту, маршрут № 10 сокращён до Бокситогорской улицы[6].
- C 4 по 13 января 2019 года во время ремонта путей на Среднеохтинском проспекте между Красногвардейской площадью и Большой Пороховской улицей движение маршрута № 10 по Ириновскому проспекту не осуществлялось, со стороны Финляндского вокзала по Ириновскому проспекту до Бокситогорской улицы следовал маршрут № 30[9].
- 14 января 2019 года прекращено трамвайное движение по Ириновскому проспекту от Бокситогорской улицы до оборотного кольца «Улица Коммуны»[9].
- В августе 2019 года состоялась церемония открытия участка Гранитной улицы от Новочеркасского проспекта до Ладожского вокзала, на котором в том числе были построены и новые трамвайные пути[10][11][12][13].
- В конце августа 2019 года было введено в эксплуатацию новое трамвайное депо на улице Потапова, дом 25, располагающееся рядом с недостроенными зданиями трамвайного парка № 11 (в 2023 году начался снос[14]). На улицу Потапова был перебазирован подвижной состав «Чижика»[15].
- 1 сентября 2019 года было запущено движение по маршруту № 59 (ст. м. «Ладожская» — улица Потапова) и маршруту № 63 (ст. м. «Ладожская» — улица Передовиков), маршрут № 64 был продлён до железнодорожной станции «Ржевка»[16]. На торжественной церемонии было объявлено о завершении реализации проекта «Чижик»[17].
- В 2023 году компания сообщила о планах запустить в своих трамваях функцию оплаты проезда с помощью FacePay[18].

## Подвижной состав
Используются 23 двусторонних вагона Stadler 85600M.

## Оплата проезда

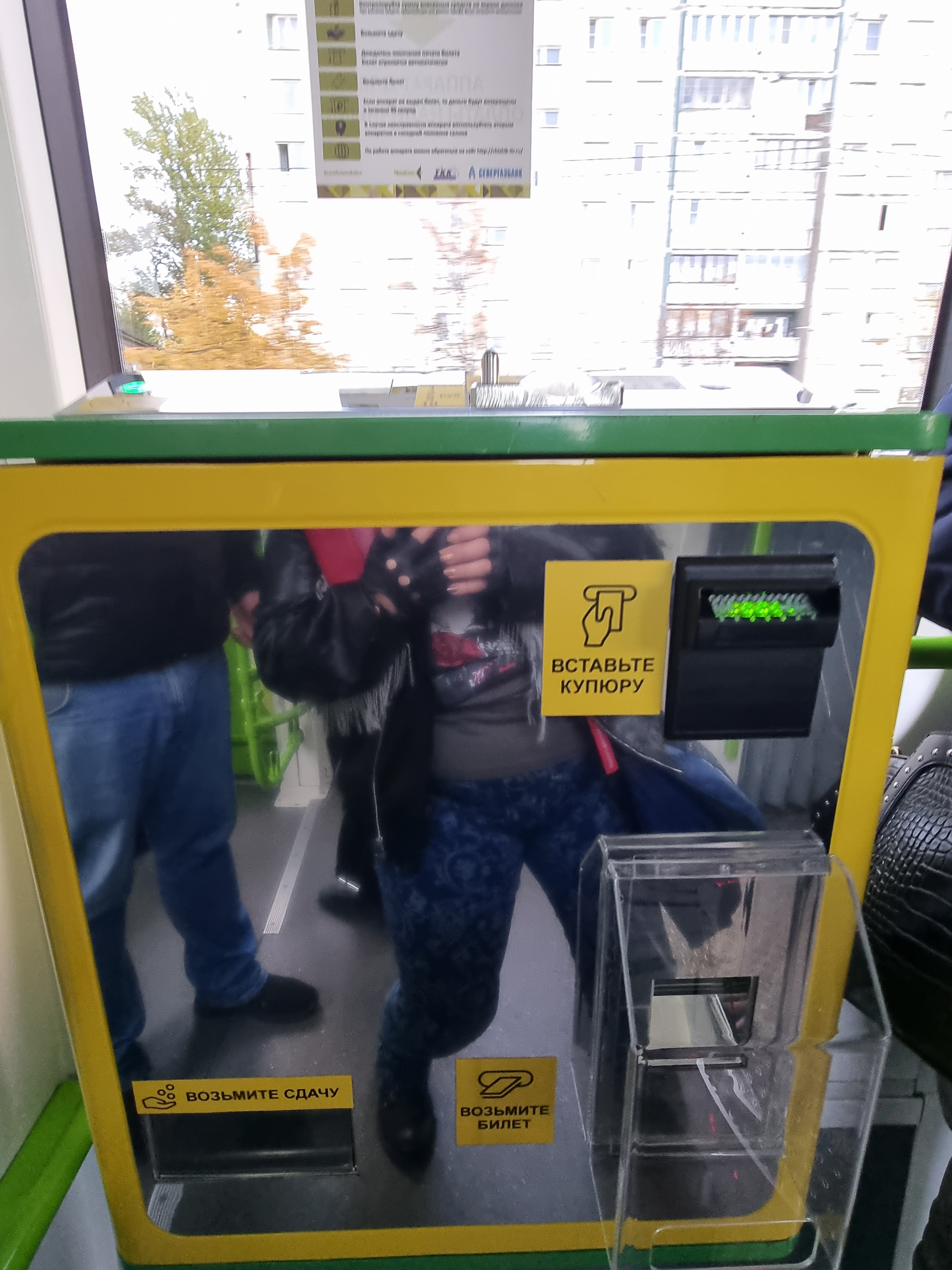
Терминал для оплаты проезда наличными средствами

Применяются тарифы, утверждённые городом Санкт-Петербургом. Стоимость проезда в трамваях «Чижик» не отличается от стоимости проезда в остальном общественном транспорте Санкт-Петербурга. На маршрутах «Чижика» возможна оплата наличными средствами. Тем не менее, есть ряд отличий: так, для оплаты проезда наличными средствами нужно воспользоваться терминалом, находящимся в салоне. Водители не продают билеты, кондукторов в салоне трамвая нет. Возможно купить билет также на сайте трамвайной системы и в приложении. Кроме того, в «Чижиках» отсутствует функция активации отложенного пополнения карты «Подорожник».